# 1993 QY
1993 QY är en asteroid i huvudbältet som upptäcktes den 16 augusti 1993 av den belgiske astronomen Eric W. Elst vid CERGA-observatoriet.
Asteroiden har en diameter på ungefär 5 kilometer.